# Saint-Gervais-en-Vallière
Saint-Gervais-en-Vallière è un comune francese di 442 abitanti situato nel dipartimento della Saona e Loira nella regione della Borgogna-Franca Contea.

## Società

### Evoluzione demografica
Abitanti censiti